# Liste der Hochwasserrückhaltebecken im Main-Tauber-Kreis
In der Liste der Hochwasserrückhaltebecken im Main-Tauber-Kreis sind Hochwasserrückhaltebecken (HRB) im Main-Tauber-Kreis in Baden-Württemberg aufgeführt. Sie ist alphabetisch nach den offiziellen HRB-Namen sortiert. Grundlage für diese Liste sind die in den Online-Gewässerkarten der Landesanstalt für Umwelt Baden-Württemberg (LUBW) sowie auch im Geo-Informations-System des Main-Tauber-Kreises (unter gistbb.de) erfassten Hochwasserrückhaltebecken.
Die Hochwasserrückhaltebecken im Main-Tauber-Kreis werden von verschiedenen Betreibern betreut und gewartet. Der im Jahre 1973 gegründete Wasserverband Kaiserstraße mit Sitz in Niederstetten betreut beispielsweise 13 Hochwasserrückhaltebecken, die Städte Creglingen und Lauda-Königshofen betreuen jeweils ein Hochwasserrückhaltebecken.

## Hochwasserrückhaltebecken im Main-Tauber-Kreis
Die Rückhaltebecken des Main-Tauber-Kreises haben üblicherweise Erddämme und werden vom gestauten Gewässer in der Regel durchflossen (Hauptschluss). Einige Rückhaltebecken lassen Wasser ungesteuert ab, manche gesteuert.
| Bild | Name                                        | Lage | Lage                                       | Lage                                | Gestautes Gewässer und Abfluss                           | Stauraum in m³ | Stauraum in m³ | EZG in km² | Staufläche | Staufläche | Dammhöhe |      | Betreiber                  |
| |                                             |      |                                            | Ort                                 |                                                          | Maximal        | Dauer          |            | Max        | Dauer      |          |      |                            |
| --- | ------------------------------------------- | ---- | ------------------------------------------ | ----------------------------------- | -------------------------------------------------------- | -------------- | -------------- | ---------- | ---------- | ---------- | -------- | ---- | -------------------------- |
| (weitere Bilder) | HRB Adolzhausen-Schönbühl                   | ⊙    | westlich südöstlich                        | Adolzhausen Schönbühl               | Aschbach                                                 | 191.000        | –              | 04,5       | ?          | –          | 15,24 m  | 1973 | ?                          |
| (weitere Bilder) | HRB Blumweiler                              | ⊙    | südlich südöstlich vor                     | Blumweiler                          | Schmerbach                                               |                |                |            |            |            |          |      | ?                          |
| (weitere Bilder) | HRB Dörtel                                  | ⊙    | südlich vor                                | Dörtel                              | Wachbach                                                 | 174.000        | 022.000        | 03,3       | ?          | 00,8 ha    | 15,43 m  | 1972 | Wasserverband Kaiserstraße |
| (weitere Bilder) | HRB Dunkenrod (Wüstung)                     | ⊙    | südwestlich                                | Adolzhausen                         | Aschbach                                                 | ?              | ?              | 00,7       | ?          | 0,5 ha     | ?        | ?    | ?                          |
| (weitere Bilder) | HRB Eubigheim Graswiesen                    | ⊙    | nordöstlich vor                            | Eubigheim                           | Eubigheimer Bach später als Rinna                        | 015.000 m³     |                |            |            |            | 4,3 m    | 2003 | ?                          |
| (weitere Bilder) | HRB Eubigheim Lange Wiese                   | ⊙    | nordöstlich vor                            | Eubigheim                           | Eubigheimer Bach später als Rinna                        | 014.000 m³     |                |            |            |            | 4,0 m    | 2003 | ?                          |
| (weitere Bilder) | HRB Gettersklinge                           | ⊙    | südwestlich von                            | Adolzhausen                         | Aschbach                                                 | ?              | ?              | 00,4       | ?          | 0,3 ha     | ?        | ?    | ?                          |
| (weitere Bilder) | HRB Hachtel                                 | ⊙    | südlich südsüdwestlich vor                 | Hachtel                             | Hachteler Bach → Wachbach                                | 175.000        | 022.000        | 03,5       | ?          | 01,1 ha    | 13,00 m  | 1972 | Wasserverband Kaiserstraße |
| (weitere Bilder) | HRB Herrenzimmern (Aschbachsee)             | ⊙    | südsüdöstlich nordöstlich nordnordwestlich | Herrenzimmern Schönbühl Adolzhausen | Aschbach, Bach aus der Branzenklinge, Greifenbrunnenbach | 095.000        | 020.000        | 12,7       | ?          | 1,3 ha     | 12,15 m  | 1958 | ?                          |
| (weitere Bilder) | HRB Hohenstadt / Rinna                      | ⊙    | südlich von                                | Hohenstadt                          | Eubigheimer Bach später als Rinna                        | 277.000 m³     |                |            |            |            | 5,3 m    | 2003 | ?                          |
| (weitere Bilder) | HRB Kupprichhausen                          | ⊙    | nordnordwestlich vor                       | Kupprichhausen                      | Schüpfbach                                               |                |                |            |            |            |          |      | ?                          |
| (weitere Bilder) | HRB Königheim                               | ⊙    | südlich südwestlich vor                    | Königheim                           | Brehmbach                                                |                |                |            |            |            | 6,7 m    | 2020 | ?                          |
| (weitere Bilder) | HRB Münster – Oberes                        | ⊙    | südöstlich südsüdöstlich vor               | Münster                             | Herrgottsbach                                            |                |                |            |            |            |          |      | ?                          |
| (weitere Bilder) | HRB Münster – Unteres (Badesee Münster)     | ⊙    | südöstlich südsüdöstlich vor               | Münster                             | Herrgottsbach                                            |                |                |            |            |            |          |      | ?                          |
| (weitere Bilder) | HRB Nassau (Nassauer See)                   | ⊙    | nordöstlich vor                            | Nassau                              | Stalldorfer Bach                                         |                |                |            |            |            |          | 1970 | ?                          |
| (weitere Bilder) | HRB Neunkirchen                             | ⊙    | südsüdöstlich vor                          | Neunkirchen                         | Wachbach                                                 | 144.000        | –              | 37,0       | ?          | –          | 06,00 m  | 2005 | Wasserverband Kaiserstraße |
| (weitere Bilder) | HRB Oberbalbach                             | ⊙    | östlich vor                                | Oberbalbach                         | Balbach                                                  |                |                |            |            |            |          |      | ?                          |
| (weitere Bilder) | HRB Oberstetten                             | ⊙    | südöstlich vor                             | Oberstetten                         | Vorbach                                                  | 155.000        |                | 16,0       |            |            | 22,4 m   | 1984 | Wasserverband Kaiserstraße |
| (weitere Bilder) | HRB Reutal                                  | ⊙    | ostnordöstlich nordöstlich vor             | Oberstetten Reutalmühle             | Wildentierbach                                           | 180.0000       |                | 20,8       |            |            | 22 m     | 1980 | Wasserverband Kaiserstraße |
| (weitere Bilder) | HRB Rinderfeld (Rinderfelder See)           | ⊙    | südlich vor                                | Rinderfeld                          | Rindbach                                                 |                | 026.000        |            |            | 1,2 ha     | 8,2 m    | 1988 | ?                          |
| (weitere Bilder) | HRB Schwarzenbronn (Badesee Schwarzenbronn) | ⊙    | nördlich vor                               | Schwarzenbronn                      | Hohbach                                                  |                |                |            |            |            |          |      | ?                          |
| (weitere Bilder) | HRB Unterbalbach                            | ⊙    | östich ostnordöstlich vor                  | Unterbalbach                        | Balbach                                                  |                |                |            |            |            |          |      | ?                          |
| (weitere Bilder) | HRB Wachbach                                | ⊙    | südöstlich südsüdöstlich vor               | Wachbach                            | Wachbach                                                 | 044.100        | –              | 16,2       | ?          | –          | 05,40 m  | 2004 | Wasserverband Kaiserstraße |
| (weitere Bilder) | HRB Wolfsbuch (Blumweiler)                  | ⊙    | südwestlich vor                            | Wolfsbuch                           | Asbach                                                   |                |                |            |            |            |          |      | ?                          |
| Angaben zu Stauraum, Dammhöhe und zur gewöhnlichen Fläche der dauereingestauten Becken jeweils nach der amtlichen Gewässerkarte. Rückhaltebecken mit Eintrag „–“ in der Spalte für den Dauerstauraum sind gewöhnlich wasserlos. Die Einzugsgebiete wurden auf ihr abgemessen, unter weitestmöglicher Übernahme der Flächenwerte für die hierfür nicht zu zerschneidenden Teileinzugsgebiete. |                                             |      |                                            |                                     |                                                          |                |                |            |            |            |          |      |                            |

## Ehemalige Hochwasserrückhaltebecken im Main-Tauber-Kreis
| Bild             | Name           | Lage | Lage | Lage       | Gestautes Gewässer und Abfluss | Stauraum in m3 | Stauraum in m3 | EZG | Staufläche | Staufläche | Dammhöhe | Baujahr      | Anmerkungen                                                                           |
|                  |                |      |      | Ort        |                                | Maximal        | Dauer          |     | Max        | Dauer      |          |              |                                                                                       |
| ---------------- | -------------- | ---- | ---- | ---------- | ------------------------------ | -------------- | -------------- | --- | ---------- | ---------- | -------- | ------------ | ------------------------------------------------------------------------------------- |
| (weitere Bilder) | HRB Gissigheim | ⊙    | vor  | Gissigheim | Brehmbach                      |                |                |     | ?          |            |          | 1950er Jahre | Der Staudamm des RHB Gissigheim brach während der Fronleichnamsflut am 21. Juni 1984. |

### LUBW
Amtliche Online-Gewässerkarte mit passendem Ausschnitt und den hier benutzten Layern: Lauf und Einzugsgebiet des Wachbachs

Allgemeiner Einstieg ohne Voreinstellungen und Layer: Daten- und Kartendienst der Landesanstalt für Umwelt Baden-Württemberg (LUBW) (Hinweise)
1. ↑  Staudaten des Rückhaltebeckens nach dem Layer Stauanlage.
2. ↑  Seefläche nach dem Layer Stehende Gewässer.
3. ↑  Einzugsgebiet abgemessen auf dem Hintergrundlayer Topographische Karte.
4. ↑  Einzugsgebiet nach dem Layer Basiseinzugsgebiet (AWGN).

### Andere Belege
1. ↑  Geoinformationssystem des Main-Tauber-Kreises (GISTBB): Cadenza Web © 1998 - 2021 Disy Informationssysteme GmbH. In: gistbb.de, Themen, Umwelt und Natur, Stauanlage. Abgerufen am 6. September 2021.
2. ↑  Landesanstalt für Umwelt, Messungen und Naturschutz Baden-Württemberg: Hochwasserrückhaltebeckenn und Talsperren. Bauwerkstypen und Übersicht. (PDF). In: pudi.lubw.de. Abgerufen am 16. Dezember 2021.
3. ↑  Anton Rupp: Versagen der Stauanlage Gissigheim. In: Erfahrungsaustausch Betrieb von Hochwasserrückhaltebecken in Baden-Württemberg. 13. Jahrestagung – Berichtsband: Sicherheit von Hochwasserrückhaltebecken, 29. November 2006 in Dotternhausen, Werkforum Holzim (Baden-Württemberg) mbH. Umweltministerium Baden-Württemberg, Hrsg.: WBW Fortbildungsgesellschaft für Gewässerentwicklung mbH, Karlsruhe September 2007, ISSN 1438-3586, S. 7–9. (PDF; 2,7 MB), abgerufen am 15. Dezember 2021.
4. ↑  Rainer Hofrichter: Hochwasser 1984. Chronologie einer Katastrophe. Online unter info.koenigheimer.com. Abgerufen am 15. Dezember 2021.